# James Shaffer
James Christian 'Munky' Shaffer (Rosedale, Kalifornia, 1970. június 6. –) a Korn nu metal banda gitárosa, néha háttérénekese is. A Korn Who Then Now című videójában azt mondják, hogy a gúnyneve abból adódik, hogy a lába hasonlít a majmok kezére. Munky azt mondja, hogy Steve Vai és az 1980-as évek nagy gitárosai hatottak rá legjobban, mint például Eddie Van Halen és Randy Rhoads. James az alapítója a Emotional Syphon Recordingsnak.

## Zenei karrier
LAPD, Korn 
Fő cikk: Korn
Munky még a középiskolában találkozott Brian "Head" Welchcsel, akivel megalapították az LAPD-t (melynek jelentése először Love And Peace Dude (Szeretet és béke haver) volt, amit később Laughing As People Dying (Nevetünk ahogy meghalnak az emberek) lett). Ám az LAPD soha nem ért el nagyobb sikereket. Egy nap látta Jonathan Davist fellépni a bandájával, a Sexarttal, és megkérdezte, hogy akar-e csatlakozni hozzájuk. Ezek után megalapították a Kornt, és 1993-ban ki is adták a Niedermeyer's Mindot.
1997-ben hosszabb ideig kórházban volt, a Korn több koncertet is lemondott, nem akarták pótolni.
2005. február 22-én, amikor Brian Welch kilépett a Kornból, Munky elfogadta a változást. Így ő maradt az egyedüli gitáros a Kornban. Egy interjúban azt mondta, hogy nagy teher nehezedett rá, mert mindig együtt dolgoztak, írták a dalokat, de így, hogy Head kilépett neki kell egyedül írnia. Ezen kívül át kellett írnia a már meglévő Korn-számokat is, hogy fel tudjanak lépni, amíg nem kapnak egy kisegítő háttérgitárost.
Amikor a dobos David Silveria is kilépett, Munky azt mondta egy interjúban, hogy nagyon erős volt a barátsága Daviddel, és nehéz beletörődnie a kilépésébe.
2006. május 16-án Fieldy esküvőjén spanyol nylongitáron játszott. Ezt mondta viccesen: "Most ennyivel kell beérned!"
Fear and the Nervous System

2008. március 4-én Munky kijelentette, hogy egy szólóprojektbe kezdett és hamarosan CD-t fog kiadni. A Fear and the Nervous Systemben Brooks Wackerman a Bad Religionből, dobol, aki már a Korn nyolcadik albumán is dolgozott. Leopold Ross gitározik, és Zac Baird szintetizátorozik.
Emotional Syphon Recordings

Az Emotional Syphon Recordingsnak a társalapítója. A 'Droid' és a 'Monster in the Machine' az első két banda, aki a kiadóhoz szerződött. Shaffer azt mondta, nem csak metálbandákat akar támogatni, hanem mindenféle együttest.

## Magánélete
2005-ben Munky eljegyezte Evis Xheneti, albán-amerikai modellt és színésznőt. 2012. január 2-án házasodtak össze, Párizsban, Franciaországban. 2012. május 3-án Evis bejelentette a Facebookon, hogy gyereket várnak.

## Felszerelése

### Gitárok
Igen, én nem égetek gitárokat; az olyan Jimi Hendrix-es dolog haver. De akartam valami őrült dolgot csinálni, amit ő is csinált. Összetörtem már gitárokat, mindenki tör gitárokat, de őrültnek kell lenned, hogy megpróbálj felgyújtani egyet, miután valaki csinálta a Monterey Pop Fesztiválon. Szóval gondolkoztam a dolgon, miután az utolsó szám alatt rájöttem, hogy az egyik technikusomnál benzin van. Szóval azt mondtam: "Oké, van nálam gyufa, csináljuk!". Így történt és ideges voltam, amikor rájöttem, hogy mit akarok csinálni, ideges lettem, túlbonyolítottam, túlelemeztem a dolgot, szóval úgy gondoltam: "Oké haver, csak hülyüljünk!".
- Ibanez APEX100 Munky Signature – 2009-től használja, de csak 2011-ben állt vele először nyilvánosság elé
- PRS Private Stock Single cutaway 7 string – 2008 és 2010 között használta
- Ibanez APEX1-BBK Munky Signature – Munky első modellje, 2007 és 2009 között használta
- Ibanez Apex Prototype – a Live from Montreux DVD-n használta
- Ibanez K7 – Munky és Head által aláírt gitár
- Ibanez K7 Prototype – a K7 egyik prototípusa
- Ibanez K14 Custom – 14 húros gitár, az Alone I Break című számban használta
- Ibanez RG8 – 8 húros gitár, turnékon használja
- Ibanez UV7BK – Steve Vai signature modell
- Ibanez Universe UV7PW – Steve Vai által aláírt modell
- Ibanez Universe UV7BK – az 1997-es Lollapalooza turnén használta
- Ibanez Universe PRE-97 UV7BK – mostanában pihenteti
- Ibanez Custom 7-string acoustic – az MTV Unplugged koncerten és a címtelen Korn-albumon használta
- Ibanez GA6CE Classical – nylonhúros akusztikus gitár
- Gibson SG 6-stringed model – dropped-A hangolásban
- Gibson EDS-1275 – stúdiózás alatt használja, Jimmy Page írta alá
- Fender Telecaster – hathúros modell, a Kiss című számban használta
- Gretsch Hollowbody – az Evolution számot ezzel vette fel
- Gibson Les Paul – a címtelen Korn-albumot ezzel vette fel
- Gibson Les Paul – Buckethead írta alá, koncerteken használja
- Ibanez S5407 – a Blind klipjében ezen játszott, a számot is ezzel vette fel, és a korai turnékon is ezt használta
- Silvertone – a Blind intrójában ezen játszott
- Fender Stratocaster – 1964–es modell

### Húrok
- Dean Markley strings – .010 .013 .017 .030 .042 .052 .060 vastagságú